# 노편
노편(盧偏, ? ~ 기원전 130년) 또는 노루(盧漏)는 전한 중기의 제후로, 개국공신 노관의 후손이다.

## 생애
아버지 노종의 뒤를 이어 아곡후(亞谷侯)에 봉해졌다.
원광 5년(기원전 130년)에 죽어 시호를 강(康)이라 하였고, 아들 노하가 작위를 이었다.

## 출전
- 사마천, 《사기》
  - 권19 혜경간후자연표
- 반고, 《한서》
  - 권17 경무소선원성공신표